# Canton d'Orléans-Nord-Ouest
Le canton d'Orléans-Nord-Ouest est une ancienne division administrative française du département du Loiret.
Le canton d'Orléans-Nord-Ouest a également porté le nom de canton d'Orléans 4e, mais la date du changement de dénomination n'est pas connue.
Le canton est créé en 1806 au cours du Premier Empire et disparait en 1973 sous la Cinquième République.

## Histoire
Selon le décret impérial du 21 août 1806 intitulé « décret contenant rectification de plusieurs Cantons dont sont composés les Justices de paix du département du Loiret », la ville d'Orléans est redécoupée (deux cantons supplémentaires).
Le canton d'Orléans-4e ou canton d'Orléans-Nord-Ouest est alors créé. Il intègre le Nord ouest de la ville d'Orléans, absorbe une partie du canton d'Ingré, supprimé, ainsi que la commune de Chanteau alors située dans le canton de Neuville.
Le redécoupage des arrondissements intervenu en 1926 n'affecte pas le canton d'Orléans-Nord-Ouest, rattaché depuis 1806 à l'arrondissement d'Orléans.
Avec le décret du 23 juillet 1973, le canton d'Orléans-Nord-Ouest est supprimé et divisé en trois nouveaux cantons : le canton d'Orléans-Bannier (ou Orléans-III), le canton de Fleury-les-Aubrais et le canton de Saint-Jean-de-la-Ruelle.

## Représentation

### Liste des conseillers généraux successifs (1833 à 1973)
| Période                                  | Période      | Identité                             | Étiquette    | Qualité |
| ---------------------------------------- | ------------ | ------------------------------------ | ------------ | --- |
| 10 novembre 1833                         | 1842         | Antoine René Chapon-Dabit            |              | Négociant et propriétaire Maire de Chanteau |
| 4 décembre 1842                          | 1848         | Pierre Clovis Alexandre Marchand     |              | Magistrat Adjoint au maire d'Orléans |
| 27 août 1848                             | 1852         | Jean Baptiste François Carbonnie     |              | Propriétaire Maire de La Chapelle-Saint-Mesmin |
| 7 août 1852                              | 1858         | Jacques Pierre Abbatucci             | Bonapartiste | Magistrat Conseiller à la Cour de cassation Ministre de la justice (1852-1857) Sénateur du Second Empire (1852-1857) Député du Loiret (1839-1852) Député de Corse (1830-1831) Président du conseil général du Loiret (1852-1857) |
| 13 juin 1858                             | 1871         | Alfred Lefèvre                       |              | Propriétaire Maire de Chaingy |
| 8 octobre 1871                           | 1892         | Louis Ernest Chevallier-Escot        | Républicain  | Négociant Propriétaire à La Chapelle-Saint-Mesmin |
| 31 juillet 1892                          | 1907 (décès) | Laurent Frédéric Vincent (1852-1907) | Républicain  | Médecin à Ingré, conseiller d'arrondissement |
| 6 octobre 1907                           | 1933 (décès) | Fernand Rabier                       | Rad.         | Avocat Maire d'Orléans Député du Loiret (1888-1919) Sénateur du Loiret (1920-1923) Président du Conseil Général |
| 4 juin 1933                              | 1940         | Maurice Jourdain                     | Radical      | Distillateur Président de la Chambre de commerce Maire de Fleury-les-Aubrais mandat interrompu en 1940 Membre de la Commission administrative départementale (1940-1943) Nommé conseiller départemental en 1943                  |
|                                          |              | Seconde Guerre mondiale              |              | |
| 1945                                     | 1949         | Xavier de Bodinat                    | MRP          | Inspecteur SNCF à Orléans |
| 1949                                     | 1961         | Pierre Perroy                        | CNIP         | Avocat Président du conseil général du Loiret (1959-1961) Conseiller municipal d'Orléans (1951-1972) Député du Loiret(1956-1958)                                                                                                 |
| 1961                                     | 1967         | Pierre Gabelle                       | MRP puis CD  | Comptable puis administrateur de La République du Centre Député du Loiret (1945-1962) |
| 1967                                     | 1973         | André Chêne                          | PCF          | Ouvrier Maire de Fleury-les-Aubrais (1971-1995) Élu en 1973 dans le canton de Fleury-les-Aubrais |
| Les données manquantes sont à compléter. |              |                                      |              | |

### Conseillers d'arrondissement (de 1833 à 1940)
| Période                                  | Période      | Identité                     | Étiquette               | Qualité |
| ---------------------------------------- | ------------ | ---------------------------- | ----------------------- | --- |
| 1833                                     | 1845         | Jean-François Guillon-Brault |                         | Négociant en vins, conseiller municipal d'Orléans                                                           |
|                                          |              |                              |                         | |
| 1852                                     |              | M. Desmares                  |                         | |
|                                          |              |                              |                         | |
| 1877                                     | 1884 (décès) | Laurent Frédéric Vincent     | Républicain             | Médecin à Ingré                                                                                             |
|                                          |              |                              |                         | |
| 1913                                     |              | Godefroy-Eugène Roland       |                         | Maire de Fleury-les-Aubrais                                                                                 |
|                                          |              |                              |                         | |
| 1937                                     | 1940         | Émile Leconte                | Radical Front Populaire | Adjoint au maire d'Orléans                                                                                  |
| 1940                                     |              |                              |                         | Les conseils d'arrondissement ont été suspendus par la loi du 12 octobre 1940 et n'ont jamais été réactivés |
| Les données manquantes sont à compléter. |              |                              |                         | |

## Géographie

### Composition
Le canton d'Orléans-Nord-Ouest inclut une partie de la commune d'Orléans, répartie par ailleurs sur cinq cantons, et groupe en outre les communes de Boulay-les-Barres (anciennement dénommée Boulay), Chaingy, Chanteau, La Chapelle-Saint-Mesmin, Fleury-les-Aubrais (anciennement dénommée Fleury-aux-Choux), Saint-Jean-de-la-Ruelle et Saran.

### Statistiques
|    | Labours | Labours | Prés | Prés | Vignes | Vignes | Bois | Bois | Divers | Divers | Total |
| -- | ------- | ------- | ---- | ---- | ------ | ------ | ---- | ---- | ------ | ------ | ----- |
| ha | %       | ha      | %    | ha   | %      | ha     | %    | ha   | %      | ha     |       |
|    |         |         |      |      |        |        |      |      |        |        |       |